# Goupillières (Calvados)
Goupillières és un municipi francès situat al departament de Calvados i a la regió de Normandia. L'any 2007 tenia 157 habitants.

## Demografia

### Població
El 2007 la població de fet de Goupillières era de 157 persones. Hi havia 60 famílies de les quals 8 eren unipersonals (4 homes vivint sols i 4 dones vivint soles), 24 parelles sense fills i 28 parelles amb fills.
La població ha evolucionat segons el següent gràfic:
Habitants censats

### Habitatges
El 2007 hi havia 73 habitatges, 58 eren l'habitatge principal de la família, 11 eren segones residències i 4 estaven desocupats. Tots els 69 habitatges eren cases. Dels 58 habitatges principals, 50 estaven ocupats pels seus propietaris i 8 estaven llogats i ocupats pels llogaters; 3 tenien dues cambres, 10 en tenien tres, 14 en tenien quatre i 32 en tenien cinc o més. 55 habitatges disposaven pel capbaix d'una plaça de pàrquing. A 17 habitatges hi havia un automòbil i a 38 n'hi havia dos o més.

### Piràmide de població
La piràmide de població per edats i sexe el 2009 era:
| Homes | Edats   | Dones |
| ----- | ------- | ----- |
| 0     | 95 o +  | 0     |
| 4     | 90 a 94 | 0     |
| 0     | 85 a 89 | 0     |
| 0     | 80 a 84 | 0     |
| 0     | 75 a 79 | 0     |
| 0     | 70 a 74 | 4     |
| 0     | 65 a 69 | 4     |
| 12    | 60 a 64 | 4     |
| 0     | 55 a 59 | 8     |
| 4     | 50 a 54 | 4     |
| 8     | 45 a 49 | 4     |
| 0     | 40 a 44 | 0     |
| 8     | 35 a 39 | 8     |
| 8     | 30 a 34 | 8     |
| 8     | 25 a 29 | 4     |
| 0     | 20 a 24 | 4     |
| 4     | 15 a 19 | 4     |
| 4     | 10 a 14 | 0     |
| 0     | 5 a 9   | 8     |
| 16    | 0 a 4   | 4     |

## Economia
El 2007 la població en edat de treballar era de 108 persones, 77 eren actives i 31 eren inactives. De les 77 persones actives 74 estaven ocupades (40 homes i 34 dones) i 3 estaven aturades (2 homes i 1 dona). De les 31 persones inactives 14 estaven jubilades, 7 estaven estudiant i 10 estaven classificades com a «altres inactius».

### Ingressos
El 2009 a Goupillières hi havia 58 unitats fiscals que integraven 155 persones, la mediana anual d'ingressos fiscals per persona era de 17.822 €.

### Activitats econòmiques
Dels 5 establiments que hi havia el 2007, 3 eren d'empreses de construcció, 1 d'una empresa d'hostatgeria i restauració i 1 d'una empresa classificada com a «altres activitats de serveis».
Dels 4 establiments de servei als particulars que hi havia el 2009, 1 era un paleta, 1 guixaire pintor, 1 electricista i 1 restaurant.
L'any 2000 a Goupillières hi havia 6 explotacions agrícoles.

## Poblacions més properes
El següent diagrama mostra les poblacions més properes.